# Міна Урган
Міна Урган (тур. Mîna Urgan; 14 травня 1916, Стамбул, Османська імперія — 15 червня 2000, Стамбул, Туреччина) — турецька перекладачка, письменниця, викладачка університету та соціалістка. Лавреатка літературних премій.

## Біографія
Народилася 14 травня 1916 року в Стамбулі в сім'ї поета Тахсіна Нахіта та його дружини Шефіки. За іншими даними, датою її народження є 1 травня 1915 року. Батько Міни помер, коли їй було три роки, після цього її мати вийшла заміж вдруге, за письменника та журналіста Фаліха Рифки Атая. Після прийняття 1934 року в Туреччині закону про прізвища близький друг її вітчима Неджип Фазил Кисакюрек порадив їй взяти прізвище «Урган» (тур. Urgan, літер. мотузка), з іронією сказавши, що «це підійде їй, оскільки соціалістично налаштовану дівчину одного разу все одно повісять».
Міна закінчила ліцей у Стамбулі, потім жіночий коледж в Арнавуткьої. Стала однією з перших лижниць та плавчинь Туреччини. Закінчила Стамбульський університет, у якому вивчала французьку філологію. Здобула науковий ступінь у галузі французької літератури, після чого продовжила наукову роботу в галузі англійської філології. 1949 року обійняла посаду асоційованого професора (англ. associate professor) за свою роботу «Арлекіни в театрі епохи Єлизавети I Англійської». 1960 року обійняла посаду професора. Працювала в університеті до 1977 року.

## Творчість
Переклала турецькою мовою роботи Томаса Мелорі, Генрі Філдінга, Оноре де Бальзака, Олдоса Гакслі, Ґрема Ґріна, Вільяма Ґолдінґа, Джона Голсуорсі та Шекспіра. Здобула популярність завдяки автобіографії «Bir Dinazorun Anıları» («Спогади динозавра»), яка вийшла друком 1998 року і протягом декількох тижнів залишалася в списку бестселерів. На хвилі успіху 1999 року випустила ще одну автобіографію «Bir Dinazorun Gezileri» («Подорожі динозавра»).
1993 року отримала премію «Золота книга». 1995 року за свою роботу про Вірджинію Вулф стала лавреаткою літературної премії Седата Сімаві, а 1996 року — премії «Association of People of Letters Honor Award».

## Політична кар'єра
Початок її політичної діяльності відноситься до 1960 року. Перебувала в демократичній соціалістичній Робітничій партії Туреччини та Партії свободи і солідарності. 1999 року балотувалася від Партії свободи і солідарності до парламенту, але не змогла набрати необхідної кількості голосів.

## Особисте життя
Була одружена з поетом й актором Джахітом Иргатом (1916—1971). Пізніше подружжя розлучилося. Народила сина поета і художника Мустафа Иргата (1950—1995) і доньку акторку Зейнеп Иргат.
Померла 15 червня 2000 року у Стамбулі у 84 роки. Похована на цвинтарі Ашіян після релігійної церемонії в мечеті Тешвікіє, на якій були присутні багато письменників і людей мистецтва.

## Творчій доробок

### Власні праці
- Shakespeare ve Hamlet (1984)[13]
- Edebiyatta Ütopya Kavramı ve Thomas More (1984)
- İngiliz Edebiyatı Tarihi (1986—1993)
- Virginia Woolf (1995), ISBN 978-975-363-363-5
- D. H. Lawrence İncelemesi (1997), ISBN 978-975-363-637-7
- Bir Dinozorun Anıları (1998)
- Bir Dinozorun Gezileri (1999)

### Переклади турецькою
- Moby Dick Герман Мелвілл, ISBN 975-363-896-5[14]
- Meselenin Kalbi — Ґрем Ґрін
- Arthur'un Ölümü — Томас Мелорі
- Sineklerin Tanrısı — Вільям Ґолдінґ
- Tom Jones - Генрі Філдінг